# Vietnamesischer Supercup
Der Vietnamesische Supercup ist ein vietnamesischer Fußballwettbewerb, in dem zu Beginn einer Saison der vietnamesische Meister und der vietnamesische Pokalsieger der abgelaufenen Saison in einem einzigen Spiel aufeinandertreffen. Die Erstaustragung war im Jahr 1999. Zu Beginn des Wettbewerbs wurde ein zusätzliches Rückspiel ausgetragen, wenn ein Spiel nach der regulären Spielzeit unentschieden enden sollte. Später wurde jedoch ein sofortiges Elfmeterschießen ohne Nachspielzeit eingeführt.

## Ergebnisse
| Jahr | Spielort                                                                   | Sieger                |   | Finalist               | Ergebnis           |
| ---- | -------------------------------------------------------------------------- | --------------------- | - | ---------------------- | ------------------ |
| 1998 | San Hanoi Stadion, Hanoi                                                   | Thể Công              | – | Cong An TPHCM          | 3:0                |
| 1999 | Keine Austragung                                                           |                       | – |                        |                    |
| 2000 | San Hanoi Stadion, Hanoi                                                   | PVFC Sông Lam Nghệ An | – | Cảng Sài Gòn           | 2:0                |
| 2001 | Thống Nhất Stadium, Ho-Chi-Minh-Stadt                                      | PVFC Sông Lam Nghệ An | – | Công an TP.Hồ Chí Minh | 2:0 Hinspiel – 1:1 |
| 2002 | Vinh Stadium, Nghệ An                                                      | PVFC Sông Lam Nghệ An | – | Cảng Sài Gòn           | 5:2                |
| 2003 | Quy Nhơn Stadium, Bình Định (Hinspiel) Pleiku Stadium, Gia Lai (Rückspiel) | Hoàng Anh Gia Lai     | – | Boss Bình Định         | 2:1 Hinspiel – 1:1 |
| 2004 | Lạch Tray Stadium, Hải Phòng                                               | Hoàng Anh Gia Lai     | – | Boss Bình Định         | 3:1                |
| 2005 | Lạch Tray Stadium, Hải Phòng                                               | Xi măng Hải Phòng     | – | Đồng Tâm Long An       | 2:1                |
| 2006 | Long An Stadium, Long An                                                   | Đồng Tâm Long An      | – | Hòa Phát Hà Nội        | 2:0                |
| 2007 | Gò-Đậu-Stadion, Bình Dương                                                 | Becamex Bình Dương    | – | Nam Dinh FC            | 3:1                |
| 2008 | Gò-Đậu-Stadionn, Bình Dương                                                | Becamex Bình Dương    | – | Hà Nội ACB             | 4:0                |
| 2009 | Ninh Bình Stadium, Ninh Bình                                               | FC Thanh Hóa          | – | SHB Đà Nẵng            | 1:1 (4:3 i. E.)    |
| 2010 | Hàng-Đẫy-Stadion, Hanoi                                                    | T&T Hà Nội            | – | PVFC Sông Lam Nghệ An  | 2:2 (4:2 i. E.)    |
| 2011 | Vinh Stadium, Vinh                                                         | PVFC Sông Lam Nghệ An | – | Navibank Saigon FC     | 1:1 (3:1 i. E.)    |
| 2012 | Chi Lăng Stadium, Đà Nẵng                                                  | SHB Đà Nẵng           | – | Xuan Thanh Saigon FC   | 4:0                |
| 2013 | Ninh Bình Stadium, Ninh Bình                                               | Vissai Ninh Binh FC   | – | Hà Nội T&T             | 2:2 (5:4 i. E.)    |
| 2014 | Gò-Đậu-Stadion, Bình Dương                                                 | Becamex Bình Dương    | – | Xi măng Hải Phòng      | 1:0                |
| 2015 | Thanh-Hóa-Stadion, Thanh Hóa                                               | Becamex Bình Dương    | – | Hà Nội T&T             | 1:0                |
| 2016 | Hàng-Đẫy-Stadion, Hanoi                                                    | Than Quảng Ninh FC    | – | Hà Nội T&T             | 3:3 (4:2 i. E.)    |
| 2017 | Hàng-Đẫy-Stadion, Hanoi                                                    | Quảng Nam FC          | – | PVFC Sông Lam Nghệ An  | 1:0                |
| 2018 | Hàng-Đẫy-Stadion, Hanoi                                                    | Hà Nội T&T            | – | Becamex Bình Dương     | 2:0                |
| 2019 | Thống Nhất Stadium, Ho-Chi-Minh-Stadt                                      | Hà Nội T&T            | – | Hồ Chí Minh City FC    | 2:1                |
| 2020 | Hàng-Đẫy-Stadion, Hanoi                                                    | Hà Nội T&T            | – | Viettel FC             | 1:0                |
| 2021 | Keine Austragung                                                           |                       | – |                        |                    |
| 2022 | Hàng-Đẫy-Stadion, Hanoi                                                    | Hà Nội T&T            | – | Hải Phòng FC           | 2:0                |
| 2023 | Hàng-Đẫy-Stadion, Hanoi                                                    | FC Thanh Hóa          | – | Công An Hà Nội FC      | 3:1                |
| 2024 | Thiên Trường Stadium, Nam Định                                             | Nam Dinh FC           | – | FC Thanh Hóa           | 3:0                |

## Rangliste
| Rang | Verein                | Sieger | Finalist | Teilnahme 1                                   |
| ---- | --------------------- | ------ | -------- | --------------------------------------------- |
| 1    | T&T Hà Nội            | 6      | 3        | 2010, 2013, 2015, 2016 2018, 2019, 2020, 2023 |
| 2    | PVFC Sông Lam Nghệ An | 4      | 2        | 2000, 2001, 2002, 2010, 2011, 2017            |
| 2    | Becamex Bình Dương    | 4      | 1        | 2007, 2008, 2014, 2015, 2018                  |
| 4    | Hoàng Anh Gia Lai     | 2      | 0        | 2003, 2004                                    |
| 5    | Xi măng Hải Phòng     | 1      | 2        | 2005, 2014, 2023                              |
| 6    | Đồng Tâm Long An      | 1      | 1        | 2005, 2006                                    |
| 6    | SHB Đà Nẵng           | 1      | 1        | 2009, 2012                                    |
| 8    | Thể Công              | 1      | 0        | 1998                                          |
| 8    | FC Thanh Hóa          | 1      | 1        | 2009, 2024                                    |
| 8    | Vissai Ninh Binh FC   | 1      | 0        | 2013                                          |
| 8    | Quảng Nam FC          | 1      | 0        | 2017                                          |
| 8    | Than Quảng Ninh FC    | 1      | 0        | 2016                                          |
| 12   | Cong An TPHCM         | 0      | 2        | 1998, 2001                                    |
| 12   | Cang Sai Gon          | 0      | 2        | 2000, 2002                                    |
| 12   | Boss Bình Định        | 0      | 2        | 2003, 2004                                    |
| 15   | Hòa Phát Hà Nội       | 0      | 1        | 2006                                          |
| 15   | Nam Dinh FC           | 1      | 1        | 2007, 2024                                    |
| 15   | Hà Nội ACB            | 0      | 1        | 2008                                          |
| 15   | Navibank Saigon FC    | 0      | 1        | 2011                                          |
| 15   | Xuan Thanh Saigon FC  | 0      | 1        | 2012                                          |